# Поло, Гаспар Хиль
Гаспар Хиль Поло (ок. 1530—1591) — испанский писатель

, поэт и юрист.
Родился в Валенсии, но точная дата неизвестна, равно как и большая часть подробностей о его жизни. По профессии был нотариусом, в 1572 году стал помощником главного казначея города, в 1580 году был направлен в Барселону, где и умер. Его часто путают с тёзкой, который был в 1566—1573 годах профессором греческой филологии в университете города Валенсии, а также с его сыном, известным юристом, автором значительных трудов по юридическим наукам «Schola juris», «Recitationes scholasticae», «De origine et progressu iuris romani».
Известность приобрёл своим романом-пасторалью «Влюблённая Диана». Это продолжение романа Хорхе де Монтемайора «Диана», превосходящее её по разработке фабулы. Вставленные в роман стихотворные отрывки поставили Поло в ряд лучших лириков его времени. «Диана» выдержала несколько изданий и была переведена на французский, немецкий, английский и латинский языки.